# Región del Noroeste de Inglaterra
El Noroeste de Inglaterra es una de las nueve regiones de Inglaterra (Reino Unido). Su población es de 7 052 000 habitantes (tercera más poblada del país, tras Sudeste de Inglaterra y Gran Londres) y comprende cinco condados: Cumbria, Lancashire, Gran Mánchester, Merseyside y Cheshire.
El Noroeste de Inglaterra limita al oeste con el mar de Irlanda y al este con los montes Peninos. La región se extiende desde la frontera con Escocia en el norte, hasta las montañas galesas en el sur. El pico más alto del Noroeste de Inglaterra (y de toda Inglaterra) es el pico Scafell, Cumbria, con una altura de 978 metros.
Tiene dos grandes conurbanciones, centradas en las ciudades de Liverpool y Mánchester, que ocupan el sur de la región y son los centros más poblados. El norte de la región, incluyendo el norte de Lancashire y Cumbria, es fundamentalmente rural.

## Gobiernos locales
La región está subdividida de la siguiente manera:
| Condado ceremonial | Condado/Unitario                 | Distritos |
| ------------------ | -------------------------------- | --- |
| Cheshire           | Cheshire †                       | Ellesmere Port and Neston, Chester, Crewe and Nantwich, Congleton, Macclesfield, Vale Royal                                   |
| Cheshire           | Warrington (Unitario)            | |
| Cheshire           | Halton (Unitario)                | |
| Cumbria †          | Cumbria †                        | Barrow-in-Furness, South Lakeland, Copeland, Allerdale, Eden, Carlisle                                                        |
| Gran Mánchester *  | Gran Mánchester *                | Bolton, Bury, Mánchester, Oldham, Rochdale, Salford, Stockport, Tameside, Trafford, Wigan                                     |
| Lancashire         | Lancashire †                     | West Lancashire, Chorley, South Ribble, Fylde, Preston, Wyre, Lancaster, Ribble Valley, Pendle, Burnley, Rossendale, Hyndburn |
| Lancashire         | Blackpool (Unitario)             | |
| Lancashire         | Blackburn with Darwen (Unitario) | |
| Merseyside *       | Merseyside *                     | Knowsley, Liverpool, St. Helens, Sefton, Wirral                                                                               |

Key: shire county = † | metropolitan county = *
Después de la abolición de los consejos del condado de Greater Manchester y Merseyside en 1986, el poder se transfirió a los distritos metropolitanos , convirtiéndolos efectivamente en autoridades unitarias. En abril de 2011, el Gran Mánchester obtuvo un organismo administrativo de primer nivel en forma de Autoridad Combinada del Gran Mánchester, lo que significa que los 10 distritos del Gran Mánchester son nuevamente autoridades de segundo nivel.